# Гнездо птицы
Гнездо птицы — место, в котором птицы откладывают и высиживают свои, а в некоторых случаях чужие яйца и выращивают птенцов. Изучение птичьих гнёзд известно как калиология.
Хотя в большинстве случаев термин обозначает созданные самими птицами структуры, такие как травяные чашеобразные гнёзда странствующего и чёрного дроздов, или «подвесные» гнёзда оропендолы-Монтесумы или большого маскового ткача, орнитологическое определение понятия «гнездо» шире. Для некоторых видов птиц гнездом является лишь небольшое углубление в песке, разветвление двух ветвей, нора в земле, дупло в дереве, куча перегнившего растительного материала или земляной купол с входным туннелем. Некоторые виды, такие как саланганы рода Collocalia, строят гнёзда целиком из собственной слюны, которая, загустевая, образует место для откладывания яиц на вертикальной стене пещеры. Наименьшие гнёзда — гнёзда колибри, имеющие вид крошечных чашечек диаметром около 2 см и высотой 2—3 см. С другой стороны, гнёзда, построенные джунглевой курицей (Megapodius freycinet), достигают более 11 м в диаметре и высоты около 5 м.
Часто сама птица не строит гнёзда, захватывая чужое гнездо или используя стратегию гнездового паразитизма. В последнем случае яйца откладываются в гнездо птицы-хозяина — того же или другого вида, — которая высиживает яйца и ухаживает за птенцами, избавляя птицу-паразита от необходимости заниматься этим самостоятельно.
Хотя степень участия представителей обоих полов в строительстве гнезда у разных видов птиц различна, чаще большую часть работы выполняет самка. У некоторых полигамных видов, однако, большую часть работы выполняет самец. У некоторых видов взрослым птицам в строительстве гнезда помогают молодые особи из предыдущих кладок. Гнездо часто бывает местом различных этапов спаривания, в частности, ухаживания и брачных игр: например, таковы гнёзда шалашников и ткачиков. Способность строить и поддерживать хорошее гнездо, вероятно, является результатом эволюционного отбора у этих видов.